# 오택섭
오택섭(吳澤燮)은 대한민국의 언론학자이다.
1941년 서울에서 태어났으며 경기고등학교, 서울대학교 외교학과를 졸업한 뒤 잠시 통신사에서 근무했다. 도미해서 인디애나 대학에서 석사 (1973년), 박사(1977년) 학위를 받았으며 귀국, 고려대학교 신문방송학과에서 30여년간 후학 양성에 힘을 쏟았다. 2006년 고려대에서 정년 퇴임을 한 뒤 카이스트 정보미디어 경영대학원 교수 재임중이다. 한국언론학회 회장 및 2002년 세계커뮤니케이션학회 서울대회 조직위원장을 맡기도 했다. 부인은 윤미재 이화여대 음대교수이며 저서로는 <사회과학데이터분석법>이 있다.

1997년 11월 출범한 사이버커뮤니케이션 학회의 초대 회장을 역임한 바 있는 오택섭은 미디어 연구방법 및 뉴미디어 계통의 권위자로 인정받고 있다.